# 苏瓦济欧布瓦
苏瓦济欧布瓦（法語：Soizy-aux-Bois，法語發音：[swazi o bwa]）是法国马恩省的一个市镇，位于该省西南部，属于埃佩尔奈区。

## 地理
苏瓦济欧布瓦（48°48'36"N, 3°43'51"E）面积7.28 平方千米，位于法国大東部大區马恩省，该省份为法国东北部内陆省份，北起阿登省，西北接埃纳省，西南接塞纳-马恩省，南至奥布省，东南接上马恩省，东临默兹省。
与苏瓦济欧布瓦接壤的市镇（或旧市镇、城区）包括：塔吕圣普里、科尔费利、蒙德芒-蒙日夫鲁、瓦村、沙勒维尔新城。

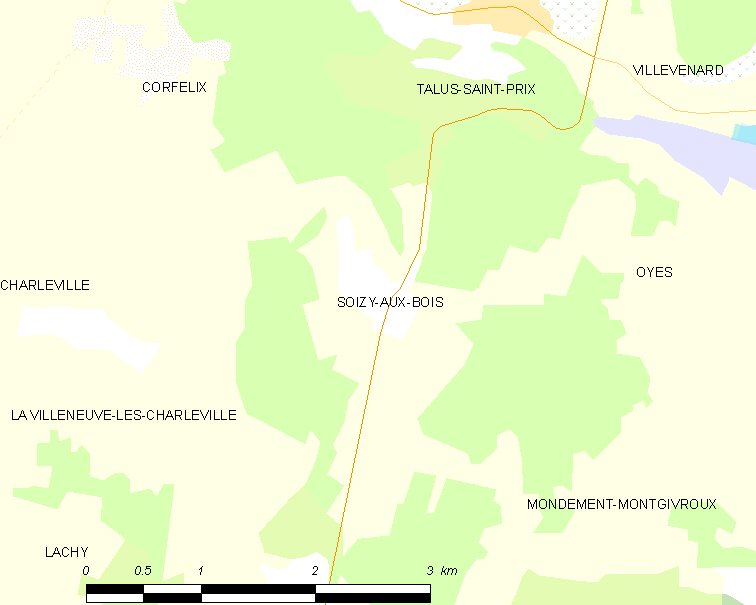
苏瓦济欧布瓦的OSM定位图

苏瓦济欧布瓦的时区为UTC+01:00、UTC+02:00（夏令时）。

## 行政
苏瓦济欧布瓦的邮政编码为51120，INSEE市镇编码为51542。

## 政治
苏瓦济欧布瓦所属的省级选区为塞扎讷-布里-香槟县。

## 人口

1962-2008年间苏瓦济欧布瓦人口变化图示

苏瓦济欧布瓦于2022年1月1日时的人口数量为191人。